# Corentin Ermenault
Corentin Ermenault (27 de gener de 1996) és un ciclista francès, professional des del 2017 i actualment a l'equip Team Wiggins. Especialista en el ciclisme en pista, on ha aconseguit diferents medalles als campionats d'Europa.
El seu pare Philippe també es dedicà al ciclisme.

## Palmarès en ruta
- 2014
  -  Campió de França júnior en contrarellotge
  - 1r als Boucles del Cantó de Trélon i vencedor d'una etapa
  - Vencedor d'una etapa a La Cantonale

## Palmarès en pista
- 2013
  -  Campió d'Europa júnior en Madison (amb Jordan Levasseur)
- 2014
  -  Campió d'Europa júnior en Puntuació
- 2016
  -  Campió d'Europa en Persecució
  -  Campió d'Europa en Persecució per equips (amb Thomas Denis, Benjamin Thomas, Florian Maître i Sylvain Chavanel)
  -  Campió d'Europa sub-23 en Persecució per equips (amb Thomas Denis, Benjamin Thomas i Florian Maître)
  -  Campió de França en Persecució per equips
- 2017
  -  Campió d'Europa en Persecució per equips (amb Louis Pijourlet, Florian Maitre i Benjamin Thomas)
  -  Campió de França en Persecució